# Parhyalinoecia apalpata
Parhyalinoecia apalpata är en ringmaskart som beskrevs av Hartmann-Schröder 1975. Parhyalinoecia apalpata ingår i släktet Parhyalinoecia och familjen Onuphidae. Inga underarter finns listade i Catalogue of Life.